# Chezhan, Guangdong
Chezhan (kinesiska: 车站) är ett stadsdelsdistrikt i sydöstra Kina. Det ligger i stadsdistriktet Zhenjiang i staden Shaoguan i provinsen Guangdong, omkring 190 kilometer norr om provinshuvudstaden Guangzhou. Antalet invånare är 45 086. Befolkningen består av 21 659 kvinnor och 23 427 män. Barn under 15 år utgör 13,0 %, vuxna 15-64 år 75 %, och äldre över 65 år 11,0 %.